# Aniops
Aniops är ett släkte av skalbaggar. Aniops ingår i familjen vivlar.
Kladogram enligt Catalogue of Life:
| Aniops | \| \| Aniops sculpturata \| \| \| \| |
|        | \| \| Aniops sculpturata \| \| \| \| |
|        | Aniops sculpturata                   |
|        |                                      |